# Hugh Allan (Geistlicher)

Abtswappen

Hugh David Renwick Turnbull Allan OPraem (* 3. August 1976 in Hatfield, Hertfordshire, England) ist ein britischer römisch-katholischer Ordenspriester und seit 2016 Apostolischer Superior der Mission sui juris St. Helena, Ascension und Tristan da Cunha sowie Apostolischer Administrator der Apostolischen Präfektur Falklandinseln oder Malwinen.

## Leben
Hugh Allan konvertierte 1993 zur römisch-katholischen Kirche und trat dem Prämonstratenserorden bei. Er legte am 27. Oktober 2001 die Profess ab und empfing am 22. November 2002 durch den Bischof von Salford, Terence John Brain, das Sakrament der Priesterweihe. Neben Aufgaben in der Pfarrseelsorge wurde er 2008 Prior des neugegründeten Prämonstratenserklosters in Chelmsford.
Am 26. Oktober 2016 ernannte ihn der Kardinalpräfekt der Kongregation für die Evangelisierung der Völker, Fernando Filoni, als Nachfolger Michael Bernard McPartlands SMA zum Superior der Mission sui juris St. Helena, Ascension und Tristan da Cunha sowie zum Apostolischen Administrator der Apostolischen Präfektur Falklandinseln oder Malwinen. Die Amtseinführung fand am 8. Dezember desselben Jahres statt. Der Generalabt der Prämonstratenser, Thomas Handgrätinger, ernannte ihn darauf zum Titularabt der im 16. Jahrhundert aufgehobenen Abtei Beeleigh im Maldon District.